# D’Uclaux de La Valette

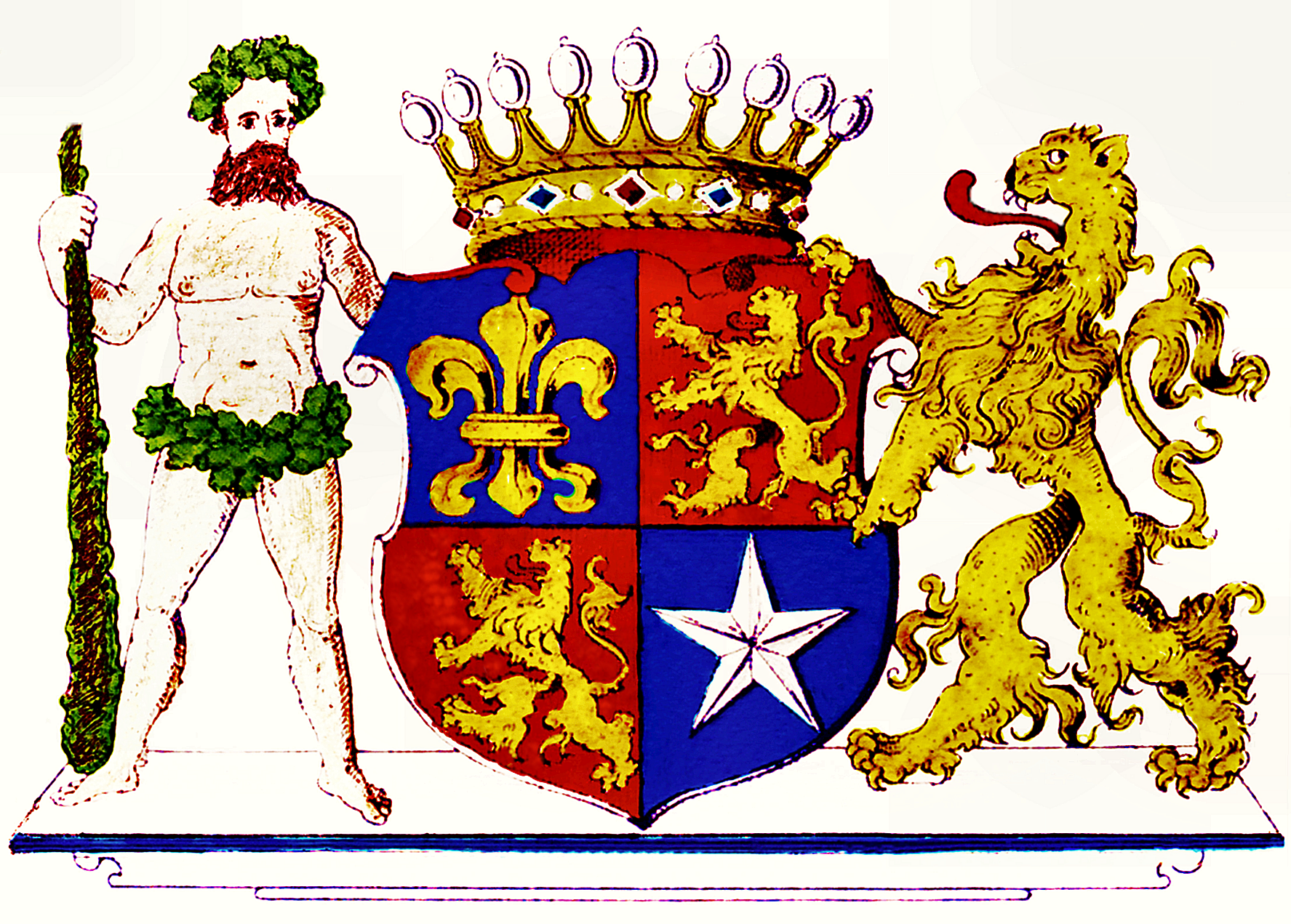
Wappen der Grafen D'Uclaux de La Valette

Die Grafen von d’Uclaux de La Valette, auch La Valette d’Uclaux, waren ein altes französisches, später in Preußen und Österreich heimisch gewordenes Adelsgeschlecht.

## Geschichte

### In Frankreich
Die Familie stammte aus dem Languedoc und wurde schon im Jahr 1311 urkundlich erwähnt. Sie führte zuerst den Namen „D’Uclaux de Labaume“ nach dem damals in ihrem Besitz gewesenen Schloss „La Baume“.
Der erste bekannte Vertreter der Familie war der Edle Guillaume (Wilhelm) Jouary d’Uclaux, Écuyer, der zu Anfang des 15. Jahrhunderts lebte, doch beginnt die fortlaufende Stammreihe mit Julien († 16. Juli 1539), Besitzer von Cailaret im Languedoc, der ein Haus in Alçon kaufte. Sein Sohn Antoine, Herr von Cailaret und Patron der Kirche in Alçon (1540), heiratete am 16. Februar 1533 Alix de Montblanc, Erbtochter des Antoine, Herren von Montblanc und Schloss Pereyne. Deren gemeinsamer Sohn Jacques († 18. Januar 1599), Herr von Cailaret und Montblanc vermählte sich am 23. September 1571 mit Marguerite († 25. Juli 1585) Guion de Cappine, über die La Baume in Familienbesitz kam.
Jean D’Uclaux de Labaume, Herr von Cailaret, Labaume und Montblanc im Gebiet der Cevennen (Languedoc), Sohn der Obigen, ehelichte am 26. August 1606 Marie, Tochter des Jean, Lord von Cauvissons und Herren von d’Aupargnac.
Louis, Sohn des Jean und der Marie, Hauptman im „Normandie-Infanterie-Regiment“, legte am 29. Juli 1669 in Montpellier eine Adelsprobe ab. Nach seiner Eheschließung mit Delphine, der Erbin des Anwesens „La Valette“, am 24. August 1654, führte das Geschlecht fortan den zweiten Nachnamen „de La Valette“. Delphine war die Tochter des François de Vissec de Latude, Herr von Vissec, Latude, La Valette etc. und der Marguerite de Fabres et Fabry. Wiederum deren Sohn Oberstleutnant in der de La Ferre-Infanterie, Ritter von St. Louis, vermählt 1706 mit Isabeau de Malbosc et Miral.
Antoine d’Uclaux, Seigneur de Labaume, de La Valette et Cailaret, Sohn der Obigen, war ein französischer Diplomat, Gouverneur (lieutenant du roi) von Languedoc. Am 14. August 1768 erhielt er von König Ludwig XV.von Frankreich und Navarra den erblichen Titel eines französischen Grafen in Primogenitur. Er focht unter Marschall de Belle-Isle in Böhmen und wurde gefangen genommen. Dort heiratete er im Februar 1744 zu Prag Sternkreuzdame Maria Franziska a Paula (* 9. Januar 1713 in Sodow, Oberschlesien; † 23. Oktober 1754 in Reichenbach), Tochter des Grafen Karl Heinrich von Sobeck und Kornitz, k. k. Kämmerer, Geheimer Rat und Staatsminister.

### In Preußen und Österreich

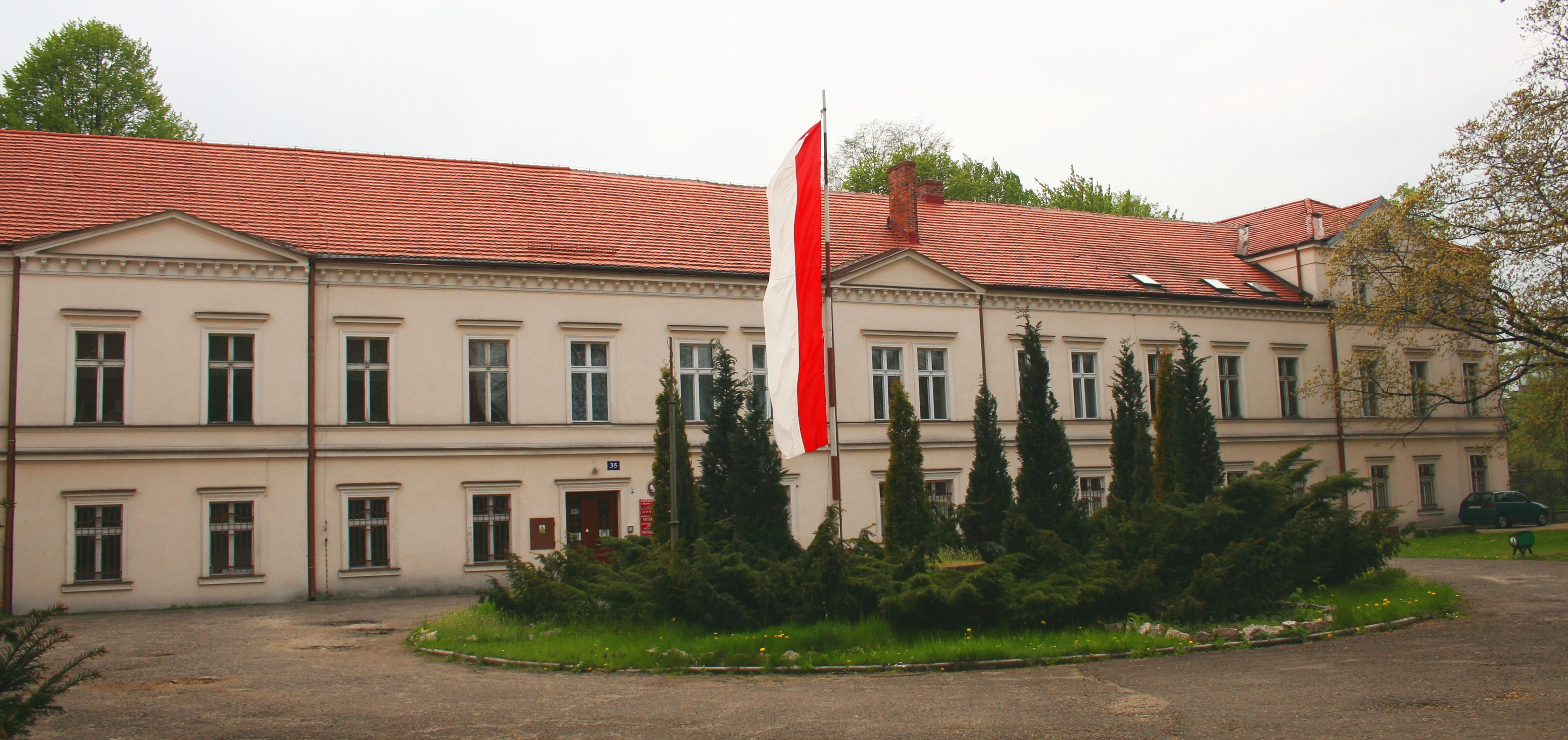
Schloss Karlshof

Die Prävalierung des Grafentitels für sich und seine Brüder erfolgte in Preußen am 23. März 1788 und österreichischerseits 1795. Im Jahr 1787 war er Gesandter in Berlin. Die drei Söhne des Ehepaars waren wegen der Erbschaft ihrer Mutter genötigt, nach Schlesien zu kommen. Die Güter dort waren Karlshof (Beuthen), Gwoździany (Lublinitz), Krampf (Sprottau) und Zborowski (Lublinitz). Antoines Sohn Karl (* 27. April 1748; † 4. Mai 1821 auf Schloss Reißen im Erzherzogtum Posen) pflanzte das Geschlecht fort. Er war preußischer Kammerherr und Großgrundbesitzer und heiratete am 12. Juli 1774 Marianna Albertina (* 8. Februar 1756 in Bischofswerder; † 24. Juli 1811 in Tarnowitz), eine Tochter des Freiherrn und preußischen Generalmajors Otto Ernst von Gersdorf (1710–1773), Enkelin des Grafen Karl Joseph Henckel von Donnersmarck. Ein weiterer Sohn war Andreas, Major, der 1810 bei Gettkant stand, 1813 pensioniert wurde und 1823 starb.
Das Paar hatte zwei Söhne: Anton (* 13. September 1784 in Karlshof, Oberschlesien; † 8. Juli 1835 in Stry, Galizien) war k. k. Kämmerer und Kreishauptmann, verehelicht seit 1819 mit Felicia von Aczkiewicz (* 1800) und den älteren Joseph Lazar (* 10. September 1777 in Karlshof; † 22. Dezember 1857 in Reichenbach, Lausitz). Letzterer war preußischer Rittmeister, vermählt seit dem 17. Oktober 1808 in Breslau mit Freiin Wilhelmine von Saurma-Jeltsch (* 6. Juni 1782 in Breslau; † 8. April 1856 in Reichenbach). Er hatte fünf Töchter. Mit ihm erlosch das Geschlecht im Mannesstamm.

## Wappen
1768: Quadrierter Schild. 1. In Blau eine goldene Lilie. 2. und 3. In Rot ein goldener Löwe. 4. In Blau ein silberner Stern von fünf Strahlen. Auf dem Schild ruht die Grafenkrone. Schildhalter sind links ein aufgerichteter, einwärtssehender goldener Löwe und rechts ein stehender, geradeausblickender, nur mit einem grünen Blättergürtel bekleideter, bärtiger Mann, auf dem Haupt eine Laubkrone tragend und sich auf eine Keule stützend. Die Schildhalter werden manchmal auch in ihrer Position vertauscht dargestellt.